# Aron (Batee)
Aron is een bestuurslaag in het regentschap Pidie van de provincie Atjeh, Indonesië. Aron telt 686 inwoners (volkstelling 2010).